# Eleição parlamentar no Kosovo em 2021
A eleição parlamentar kosovar de 2021 foi realizada em 14 de fevereiro. Os resultados eleitorais após a apuração dos votos atestaram uma vitória esmagadora do partido Vetëvendosje (VV), liderado por Albin Kurti, que conquistou 50,28% dos votos válidos e elegeu uma bancada de 58 deputados. O comparecimento do eleitorado kosovar às urnas foi de 48,84%, o maior índice registrado desde 2004.

## Antecedentes

### Formação da coalizão VV-LDK
Os resultados da eleição parlamentar de 2019 consagraram o VV como a maior força política do país, ficando à frente da Liga Democrática do Kosovo (LDK). Os dois partidos decidiram aliar-se e formaram um novo governo que entrou oficialmente em funções em 3 de fevereiro de 2020, com o líder do VV, Albin Kurti sido escolhido para ser o novo primeiro-ministro. Kurti foi eleito com 66 votos favoráveis e 10 abstenções. Os 44 deputados oposicionistas boicotaram a votação e deixaram o prédio da Assembleia do Kosovo. 

### Rompimento da coalizão governista
A coalizão logo entrou em colapso quando a LDK apresentou uma moção de censura em 25 de março, devido à divergências sobre como lidar com a pandemia de COVID-19 no Kosovo. A moção foi aprovada com 82 votos favoráveis e 38 contrários, tendo sido a primeira vez que um governo kosovar foi derrubado dessa forma. 
O gabinete de Kurti continuou em funções e liderou um governo demissionário enquanto o líder da LDK Avdullah Hoti tentava formar uma nova coalizão de governo. Embora a elegibilidade de Hoti para ser primeiro-ministro tivesse sido questionada por Kurti e VV, que alegaram que um governo não poderia ser formado sem o partido que conquistou mais assentos nas eleições anteriores, em 28 de maio, o Tribunal Constitucional confirmou que a LDK tinha o direito de formar governo sem a necessidade de convocar-se novas eleições. A Corte decidiu que depois que o VV que venceu as eleições falhou em manter uma coalizão de governo estável e por conta disso, o segundo partido mais votado teria legitimidade para formar um novo arranjo de poder, de modo que Hoti poderia ser eleito como primeiro-ministro caso obtivesse maioria parlamentar.

### Antecipação da eleição parlamentar
Em 3 de junho, Hoti foi eleito primeiro-ministro por 61 votos favoráveis, 24 contrários e 1 abstenção. No entanto, em 21 de dezembro, o Tribunal Constitucional decidiu que o voto de Etem Arifi, do minoritário Partido Ashkali para Integração (PAI), em favor de Hoti era inválido, pois Arifi havia sido condenado anteriormente por fraude e, por consequência, o novo governo não havia recebido o apoio da maioria da Assembleia do Kosovo. Dessa forma, novas eleições foram convocadas e o governo Hoti continuou em funções até a realização do pleito.

## Sistema eleitoral
Os 120 membros da Assembleia do Kosovo são eleitos por representação proporcional de lista aberta, com 20 assentos reservados para minorias nacionais. Um limite eleitoral de 5% está em vigor para partidos não minoritários. Os assentos são alocados usando o método Webster/Sainte-Laguë. Para formar um governo, um partido ou coalizão deve ter uma maioria de 61 deputados de 120 assentos na Assembleia do Kosovo.

## Resultados eleitorais
|                                   |                                       |           |       |          |      |
| Partido                           | Partido                               | Votos     | %     | Assentos | +/–  |
|                                   | Vetëvendosje                          | 438 335   | 50.28 | 58       | 29   |
|                                   | Partido Democrático do Kosovo         | 148 285   | 17.01 | 19       | 5    |
|                                   | Liga Democrática do Kosovo            | 110 985   | 12.73 | 15       | 15   |
|                                   | Aliança pelo Futuro do Kosovo         | 62 111    | 7.12  | 8        | 5    |
|                                   | Lista Sérvia                          | 44 407    | 5.09  | 10       | 0    |
|                                   | Iniciativa Social Democrata           | 21 997    | 2.52  | 0        | 4    |
|                                   | Partido Democrático Turco do Kosovo   | 6 496     | 0.75  | 2        | 0    |
|                                   | Coalizão Vakat                        | 5 366     | 0.62  | 1        | 1    |
|                                   | Nova Iniciativa Democrática do Kosovo | 3 305     | 0.38  | 1        | 0    |
|                                   | Iniciativa Romani                     | 3 172     | 0.36  | 1        | Novo |
|                                   | Novo Partido Democrático (Kosovo)     | 2 885     | 0.33  | 1        | 0    |
|                                   | União Social-Democrata (Kosovo)       | 2 549     | 0.29  | 1        | Novo |
|                                   | Partido Liberal Egípcio               | 2 430     | 0.28  | 0        | 1    |
|                                   | Frente Única Gorani                   | 2 161     | 0.25  | 1        | 0    |
|                                   | Partido Ashkali pela Integração       | 2 138     | 0.25  | 1        | 0    |
|                                   | Movimento Progressista Kosovar Romani | 1 208     | 0.14  | 1        | Novo |
|                                   | Partido Romani Unido do Kosovo        | 1 074     | 0.12  | 0        | 1    |
| Total de votos válidos            | Total de votos válidos                | 871 796   | 96.38 | –        | –    |
| Votos inválidos (brancos e nulos) | Votos inválidos (brancos e nulos)     | 32 756    | 3.62  | –        | –    |
| Total de votos registrados        | Total de votos registrados            | 904 552   | 100   | –        | –    |
| Eleitorado apto a votar           | Eleitorado apto a votar               | 1 851 927 | 48.84 | –        | –    |
| Fonte:                            |                                       |           |       |          |      |